# Isla Sin Nombre
Isla Sin Nombre är en ö i Ecuador.   Den ligger i provinsen Galápagos, i den västra delen av landet, 1 300 km väster om huvudstaden Quito.
Terrängen på Isla Sin Nombre är varierad. Öns högsta punkt är 49 meter över havet.